# Ji Xinjie
Det här är en artikel om en person med kinesiskt personnamn; Ji är familjenamnet.
Ji Xinjie (kinesiska: 季新杰), född 27 oktober 1997, är en kinesisk simmare.

## Karriär
I februari 2024 vid VM i Doha var Ji en del av Kinas kapplag som tog guld på 4×100 meter frisim och 4×200 meter frisim. Han erhöll ytterligare ett guld efter att ha simmat försöksheatet på 4×100 meter mixed frisim där Kina sedermera tog medalj i finalen.